# Haselburg (Vimperk)
Zřícenina Haselburg (známý také jako Hrádek nebo Kulatá Bašta) se nachází severně od centra města Vimperk v okrese Prachatice v České republice.

## Geografie
Zřícenina gotického hradu se nachází na levé straně nad údolím Křesanovského potoka na skalním ostrohu nad hradem Vimperk. Nemocnice Vimperk leží západním směrem a Adolfov je na východě.

## Historie
V roce 1479 nechal Petr Kaplíř opevnit město Vimperk. Kvůli nepříznivé poloze hradu Vimperk na jižním svahu hradního kopce nad městem přikázal na hoře postavit baštu s mohutnou kruhovou věží obklopenou zdí ve tvaru podkovy. V roce 1494 se panství Vimperk stalo majetkem Malovců z Malovic, kteří komplex významně přestavěli.
V rámci rozdělení majetku mezi bratry Petrem a Janem Malovcem z Chýnova v roce 1531 se Haselburg na krátkou dobu stal sídlem Petra Malovce z Chýnova jako samostatný hrad. V té době byl Po r. 1531 byl na jistou dobu oddělený od hradu Vimperk, který měl ochraňovat. V roce 1547 ztratil Malovec z Chýnova po bitvě u Mühlberka svůj majetek, protože podporoval povstání proti králi Ferdinandovi I.
Pod následnými majiteli Haselburg opět sloužil jako přední bašta hradu Vimperk. Wolf Nowohradský z Kolovrat nechal v letech 1622–1624 na místě hradu Vimperk postavit nový renesanční zámek. Jan Oldřich z Eggenberka nemovitost získal v roce 1630. Jan Kristián I. z Eggenberka majetek v roce 1710 odkázal své manželce Marii Ernestině ze Schwarzenberka, která ji v roce 1719 přenechala svému bratru Adamu Františku Fürstovi ze Schwarzenberka. Po roce 1729 začala demolice už nedůležité pevnosti. Když Adam František roku 1732 zemřel, byla rozpadlá jen část hradeb. Jeho syn Josef Adam I. ze Schwarzenbergu zastavil práci a prostor uvolnil pro další rozvoj. Od poloviny 18. do 19. století byla oblast kolem kulaté věže zastavěna četnými chalupami.

## Současnost
Dochovala se mohutná dvoupatrová okrouhlá věž, dřívější předsunutá bašta s křížovými klenbami a průměrem 14 m. Nad vchodem je erbovní deska Kaplířů ze Sulevic s datací 1479. Druhé patro původně sloužilo jako obytný prostor.
Haselburg je v soukromém vlastnictví a není přístupný veřejnosti. Částečně přístupný zvenku je díky červeně značené turistické trase vedoucí v jeho blízkosti a z druhé strany jej obkružující ulici Zámek.
V roce 2014 byla v těsné blízkosti bašty povolena stavba dvou nových rekreačních objektů, jež výhled na věž v roce 2016 značně ztížily. Stavby, které se v některých detailech neshodují s projektem schváleným stavebním úřadem, se setkaly také s nesouhlasem místních obyvatel.

## Galerie

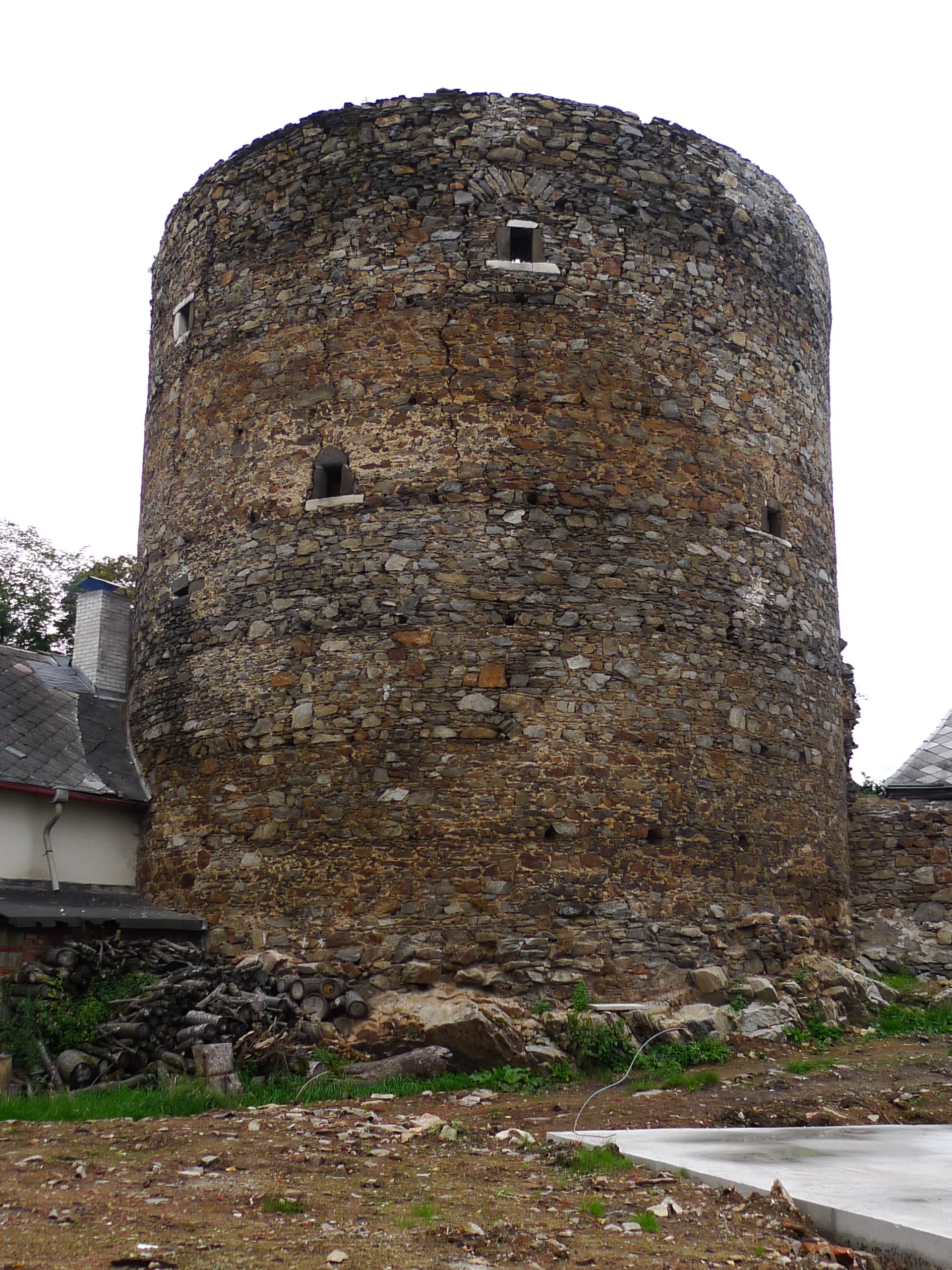
Věž před zakrytím novostavbami
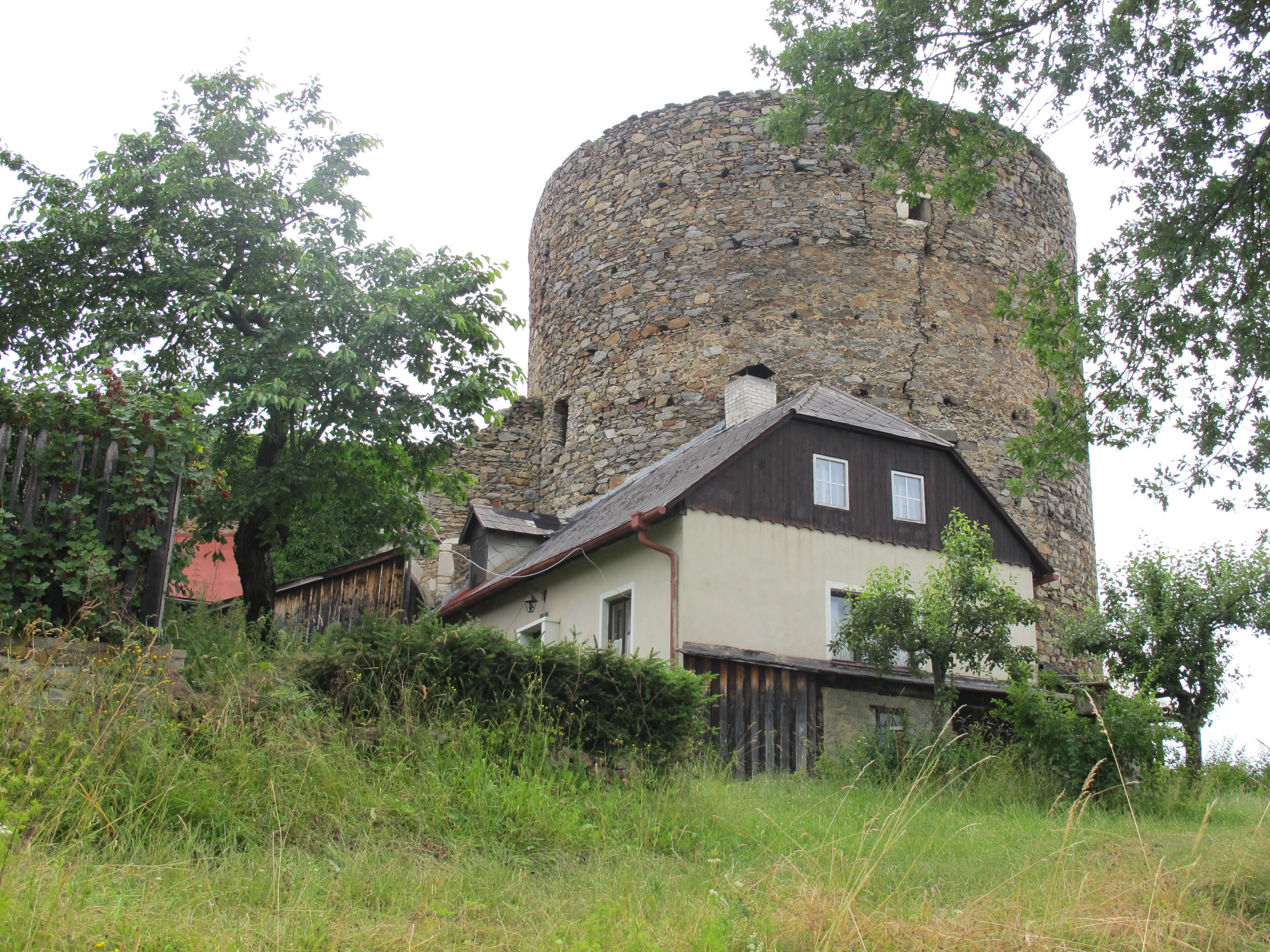
Pohled k baště
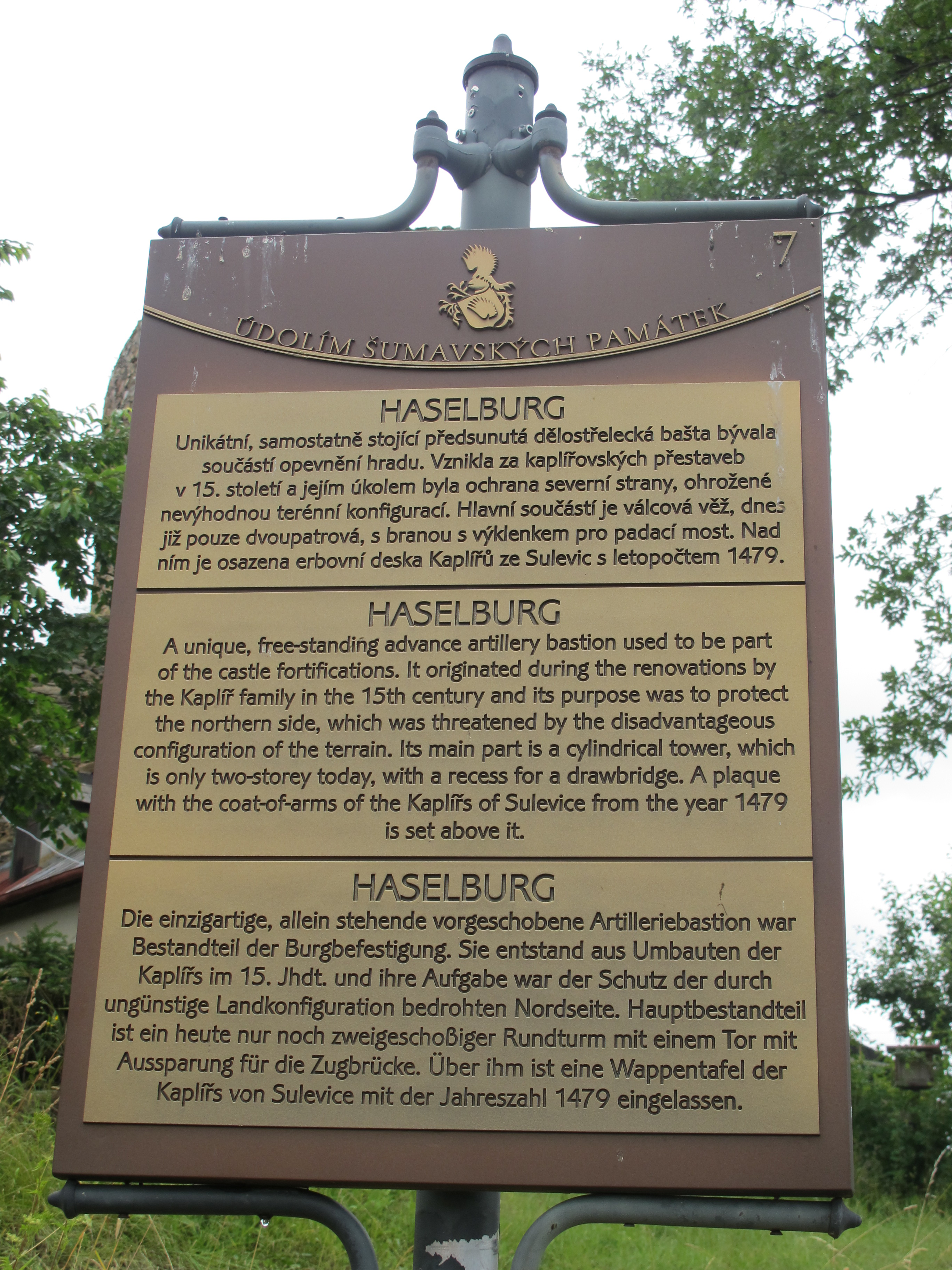
Informační tabule u objektu